# Mohamed Grami
Mohamed Grami es un deportista tunecino que compite en taekwondo. Ganó una medalla de plata en el Campeonato Africano de Taekwondo de 2016 en la categoría de –54 kg.

## Palmarés internacional
| Campeonato Africano | Campeonato Africano  | Campeonato Africano | Campeonato Africano |
| Año                 | Lugar                | Medalla             | Categoría           |
| ------------------- | -------------------- | ------------------- | ------------------- |
| 2016                | Puerto Saíd (Egipto) | Medalla de plata    | –54 kg              |